# Баллимина
Баллими́на (англ. Ballymena, ирл. Baile Meánach) — большой город района Баллимина, столица района, находящийся в графстве Антрим Северной Ирландии.

## История
С вечера 9 июня 2025 года в Баллимене вспыхнули беспорядки. Причиной, как утверждается, стала попытка изнасилования подростка 7 июня. Сообщается, что обвиняемые 14-летние преступники имеют румынское гражданство. Беспорядки, которые были направлены в первую очередь против мигрантов из Румынии, продолжились 11 июня, и полиция Северной Ирландии запросила помощь у Англии, Шотландии и Уэльса после того, как о беспорядках также сообщили в Ларне. По меньшей мере 32 сотрудника полиции получили ранения. Шесть человек были взяты под стражу.

## Демография
Баллимина определяется Northern Ireland Statistics and Research Agency (NISRA) как большой таун (то есть как город с населением от 18000 до 75000 человек).

## Транспорт
Местная железнодорожная станция была открыта 4 декабря 1855 года.